# Xitaro
Xitaro ist ein elektronisches Handelssystem der Börse Stuttgart. Es wurde im September 2015 eingeführt und löste Xontro als Handelssystem für die Börse Stuttgart ab. Das Vorläufersystem Xontro wurde auch von den anderen regionalen Börsenplätzen genutzt. Veränderungen erforderten daher stets einen Konsens aller Mitbewerber, und die Stuttgarter Börse wollte davon unabhängig sein.
Die NASDAQ-Lösung „Genium INET“ dient als technische Basis für Xitaro.